# Палада (завод)
Херсонский государственный завод «Палада» — государственное судостроительное предприятие Украины, расположенное в городе Херсон, специализирующееся на изготовлении железобетонных и композитных плавающих доков.

## История
Предприятие было основано в 1936 году, как «Докбуд», затем в 1944 году оно было реорганизовано в «Херсонскую судостроительную верфь», а позже, в 1970 году, в «Херсонский судостроительный завод «Палада».
В 1977 году завод стал частью «Херсонского судостроительного объединения», а в 1998 году Херсонский государственный завод «Палада» получил свое нынешнее название и полную юридическую и финансовую независимости.
После создания в 2010 году государственного концерна «Укроборонпром», предприятие было включено в его состав.
Некоторые из доков предприятия уникальны. Они эффективно работают в странах с разными климатическими условиями: в России (Кольский полуостров, Камчатка, Дальний Восток и Балтийское море), в Азербайджане (на Каспийском море), в Японии, Южной Корее, Вьетнаме, Нигерии, Алжире, Египте, Турции, Хорватии, Болгарии, Мальте, Южной Африке и других странах мира.
В октябре 2018 года стало известно, что завод начнет выпуск малых пассажирских судов для речных перевозок. На октябрь 2018 года конструкторы предприятия завершали работу над запланированным к выпуску судна на 45 пассажирских мест. Ориентировочная стоимость "речного трамвая" составит около 3,5 млн грн  .
6 декабря 2020 года, в порт «Южный» доставлен новый плавучий причал для ВМС ВС Украины, построенный на заводе «Палада». Согласно государственному контракту предприятие построило плавучий причал ПЖ-61У для стоянки кораблей, катеров и судов в месте базирования ВМС Вооруженных сил Украины .
В конце января 2021 года Херсонский государственный завод «Палада» вместе с партнерами из Республики Хорватии запланировал создать в Украине плавучий госпиталь, который будет предназначен для работы в условиях пандемии или землетрясений  .
В начале апреля 2021 года Госконцерн «Укроборонпром» на должность и.о. директора Херсонского государственного завода «Палада» назначил Сергея Тарасова, до этого исполнявшего обязанности заместителя директора по планированию и экономике  .

## Деятельность
Сфера деятельности - изготовление стационарных и плавающих сооружений:
- железобетонные доки подъемной силой 4000 тонн;
- композитные доки подъемной силой 28000 тонн;
- железобетонные понтоны, в том числе основы для плавучих гостиниц, гаражей, зернохранилищ, электростанций;
- стационарные и плавучие морские и речные причалы;
- композитные плавучие доки, подъемной силой от 2000 до 3000 тонн.

## Финансовые результаты
В 2014 году предприятие получило 9 млн грн чистой прибыли от реализации продукции.
По итогам 2017 года завод получил 233 млн грн чистой прибыли, что в 25 раз больше показателя 2014 года. Кроме того, предприятие оплатило 60 млн грн налогов в бюджеты Украины всех уровней .
В 2020 году, благодаря государственным заказам, Херсонский государственный завод «Палада» ещё больше увеличил свой финансовый результат, более чем в 2,5 раза .